# GDRC Os Sandinenses
Grupo Desportivo Recreativo e Cultural Os Sandinenses ist ein portugiesischer Sportverein aus São Martinho de Sande.

## Geschichte und Hintergrund
GDRC Os Sandinenses wurde im Mai 1986 gegründet. Über die regionale Meisterschaft erreichte der Klub 1993 erstmals die viertklassige Terceira Divisão, aus der er zwei Jahre später in die Segunda Divisão B aufstieg. Gemeinsam mit dem Amarante FC, AD Limianos und dem Santa Maria FC belegte er am Ende der Drittligaspielzeit 1995/96 einen Abstiegsplatz in der Nordstaffel. Nach dem direkten Wiederaufstieg hielt sich der Klub dieses Mal fünf Spielzeiten auf dem Spielniveau. 2004 stieg der Klub als Staffelsieger vor União Torcatense erneut auf, ehe er 2006 aus dem höherklassigen Spielbetrieb verschwand.
2023 stieg GDRC Os Sandinenses in das nach verschiedenen Ligareformen zwischenzeitlich eingeführte Campeonato de Portugal als vierthöchster Spielklasse auf.
GDRC Os Sandinenses trägt seine Heimspiele im Complexo Desportivo Dona Maria Teresa aus, das zirka 1200 Zuschauern Platz bietet. Der Verein wird vom portugiesischen Sportartikelhersteller Lacatoni ausgerüstet und spielt in azurblauen Trikots und Hosen.